# Замок Едзел
Замок Едзел (англ. Edzell) — замок в області Ангус в Шотландії.
Середньовічний 'приємний куточок', де знаходяться залишки 400-літнього саду, обнесеного декоративною кам'яною стіною з вирізними нішами, був недавно реконструйований як шотландський сад сімнадцятого століття, що відноситься до епохи Відродження.

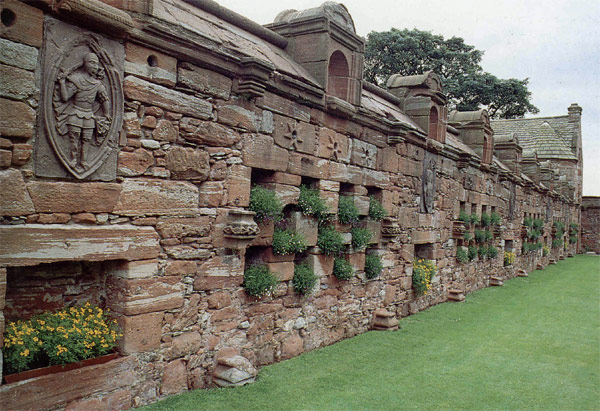

Сад Замку Едзел був, як випливає з меморіальної дошки в оточуючий сад стіні, розбитий в 1604 році, коли замком і землями володіли сер Девід Ліндсей, лорд Едзел, і його друга дружина, Ізабелла Форбс. В історичних хроніках того часу міститься мало відомостей, які можуть пролити світло на появу загального дизайну саду і посадок, але його найбільш приголомшлива особливість, декоративна кам'яна стіна з вирізними нішами, існує досі і показує, наскільки тісно сер Девід і його головний муляр повинні були співпрацювати при проектуванні саду.
Ця стіна утворює три сторони 'приємного куточка' (закритого саду, призначеного для дозвілля та відпочинку), останній бік саду утворили руїни фортеці та інші залишки кам'яних будов. Найкращий вид на весь сад відкривається з вікон вежі фортеці чи із садового будиночка, що стоїть в південному куті. В іншому кутку саду розташована купальня.
Тим, що робить цю декоративну стіну виключною, не враховуючи того факту, що вона збереглася неушкодженою майже 500 років, є той спосіб, за допомогою якого вона була розділена на секції. Пілястри не збереглися, але залишилися фундамент, верхня частина і середня частина стіни. Секції стіни мають заглиблення, розташовані в шаховому порядку, де можуть гніздитися птахи чи рости квіти, і над якими знаходяться ніші, в яких, імовірно, колись стояли статуї, з також одним, великим за розміром, подовженим поглибленням, розташованим під рельєфною кам'яної панеллю з рельєфною рамою. Ці скульптурні роботи зображують на східній стіні Земних богів, на південній стіні — Вільні мистецтва, а на західній стіні — Чотири головні чесноти.
Дуже небагато відомо про первісні посадки або розташування партеру. Те, що існує сьогодні — це уявна і історично достовірна реконструкція того, яким міг би бути парк в маєтку початку сімнадцятого століття. При цьому слід враховувати те, що реконструкція саду почалася в 1930-х роках, після 150 років запустіння.
Для проектування чотирьох трикутних клумб (одна в кожному куті) було зроблено вісімдесят планів, хитромудрий дизайн заснований на шотландському будяку, англійській троянді і французькій лілії. Між ними, оточуючи центральну підняту частину саду, утворену підстриженими тисами, оточеними чотирма 'кулями' з тису, розташовані по діагоналі квіткові клумби з хитромудрими написами з підстриженого самшиту. Вони проголошують девізи сім'ї Ліндсей: Dum spiro spew ('Поки я дихаю, я сподіваюся') і Endure forte ('Непохитно зносити негаразди'). Центральні частини цих клумб заповнені червоними і жовтими трояндами. У книзі The "History of Gardens " (Історія садів) Текера вказано, що червоні Tropaeolum speciosum (настурції прекрасні), які кучерявляться навколо центрального тису, не були поширені в Британії до 1840-х років, хоча інші види настурцій були представлені в Європі в шістнадцятому столітті.
Як би там не було, незважаючи на подібну незначну критику, замком Едзелю захоплюються як однією з перших удалих спроб створити історично достовірну реконструкцію саду початку сімнадцятого століття, а також тим, наскільки бездоганно Шотландське міністерство по історичних будівлях та пам'ятниках утримує його.

## Адреса
Замок Едзел поряд з м. Брихін, Ангус, Тейсайд, Шотландія.

## Ресурси Інтернету
- Фотографії замку на Flickr.com
- Оригінал статті [Архівовано 2 листопада 2011 у Wayback Machine.]

1. ↑  https://canmore.org.uk/site/34996/edzell-castle
2. ↑  https://canmore.org.uk/site/68769/edzell-castle-garden
3. ↑  http://portal.historicenvironment.scot/designation/SM90136
4. ↑  Historic Environment Scotland ID